# Freistich

Freistich an einer rotationssymmetrischen Innenkante (Lichtkanten falsch dargestellt)

Ein Freistich ist nach DIN 509 eine Abtragung an einer rotationssymmetrischen Innenkante mit einer bestimmten Form und festgelegten Maßen, die dem eingesetzten Werkzeug bei der Fertigung den erforderlichen Freiraum gibt. Je nach Form kann ein Freistich auch dazu dienen, dem anliegenden Teil beim Zusammenbau den erforderlichen Freiraum zu geben. Dies ist nur nötig, wenn am Gegenstück kein genügend großer Radius oder keine ausreichend große Fase angebracht werden kann (DIN 509, Form E eignet sich hierfür nicht, da das Gegenstück noch immer einen Radius oder eine Fase benötigt).
Dabei wird zwischen Freistichen für Wellen (Außenfreistich) und Naben (Innenfreistich) unterschieden.
Gewindefreistiche und -ausläufe sind in der Deutschen Norm DIN 76-1...3 festgelegt.

## Funktion
1. Der Freistich dient zum Schaffen von Freiräumen, welche als Auslaufzonen bei der Fertigung für Werkzeuge wie Drehmeißel und vor allem Schleifscheiben gebraucht werden.
2. Der verwendete Radius reduziert zudem Spannungsspitzen, welche durch Absätze in der Drehkontur und deren Kerbwirkung entstehen.
3. Als Funktionselement werden bestimmte Formen von Freistichen bei Zusammenbauten/Baugruppen benötigt, um das bündige Aufstecken von Gegenstücken zu gewährleisten, wenn an diesen Gegenstücken keine ausreichend großen Fasen oder Rundungen angebracht werden können. Außerdem kann durch diese Form die Passung leichter gefertigt werden, da der Passmeißel mehr Spielraum hat.

## Normbezeichnung
Genormt sind Freistiche in der ISO-Norm ISO 18388.

### DIN 509
DIN-Norm DIN 509:2006-12 wurde mit der Veröffentlichung der DIN EN ISO 18388 zurückgezogen. DIN 509:2022-12 gilt in Deutschland als Ergänzung zu DIN EN ISO 18388 und ist anwendbar für Freistiche bei Drehteilen und Löchern.
DIN 509 stellt Toleranzwerte und Empfehlungen zur Oberflächenbeschaffenheit für Freistiche bereit. In der Vorderansicht von Wellen werden Freistiche nicht dargestellt. Wenn nicht anders angegeben, haben Freistiche eine Rauheit von 3,2 µm.
Beispiel:
- DIN 509 – F 0,6 × 0,3
  - DIN 509 – Norm für Freistiche
  - F – Kennbuchstabe für die Form des Freistichs
  - 0,6 – Radius des Einstichs
  - 0,3 – Tiefe des Einstichs

## Freistichformen und deren Anwendung
Die zwei meistverwendeten Formen des Freistichs sind E und F, alternativ finden aber auch G und H Verwendung. Die Formen A, B, C und D werden nicht mehr verwendet.
- E – Radialeinstich, wenn nur die Mantelfläche zur Weiterbearbeitung benötigt wird, z. B. für das Außen- oder Innenrundschleifen
- F – kombinierter Axial- und Radialeinstich für Fälle, in denen Mantel- und Planflächen geschliffen werden sollen, z. B. bei Lagerschultern für Wälzlager
- G – kombinierter Axial- und Radialeinstich, welcher kleiner als Form F ist und dadurch eine höhere Kerbwirkung verursacht, aber platzsparender ist
- H – kombinierter Axial- und Radialeinstich mit großem Radius zur Verkleinerung der Kerbwirkung